# خلیج تول
خلیج تول (روسی: Залив Толля) یک خلیج در شمال سرزمین کراسنویارسک کشور روسیه است.